# Hollow Reed
Hollow Reed (bra: A Falsa Moral) é um filme de drama hispano-teuto-britânico de 1996 dirigido por Angela Pope. A trama segue um homem homossexual divorciado que começa a suspeitar que seu filho está sendo abusado fisicamente pelo novo namorado de sua ex-mulher. A história se passa em Bath, Somerset.
O filme arrecadou US$ 265 732.

## Enredo
Oliver Wyatt mora com sua mãe, Hannah Wyatt, e seu namorado, Frank Donally, e passa algumas tardes com seu pai, Martyn Wyatt. Depois que Oliver sofre uma série de misteriosos ferimentos físicos, que ele vagamente atribui aos valentões da vizinhança, seu pai, um clínico geral , suspeita do namorado de Hannah, Frank.
Enquanto Martyn fica firmemente convencido de que Frank está abusando de seu filho, Oliver mantém silêncio sobre a verdadeira fonte de seus ferimentos, e Hannah se recusa a acreditar que Frank possa estar abusando de seu filho. Martyn dá início aos procedimentos judiciais para obter a custódia exclusiva de Oliver, embora seu relacionamento com Tom Dixon seja apresentado como prova pelo advogado de Hannah da inadequação da casa de Martyn. Só depois que ela pega Frank abusando de Oliver, Hannah aceita que seu namorado é a fonte dos ferimentos de Oliver, embora ela seja influenciada pelos apelos de Frank e concorde em permanecer em silêncio sobre o assunto e promete a Oliver que o abuso vai acabar.
Na cena culminante, Oliver ataca Frank e é salvo de uma terrível surra de seu pai, Martyn, que em vez disso recebe a ira de Frank. Como a selvageria de Frank é testemunhada não apenas por Hannah, Oliver e Tom, mas também pelos vizinhos de Hannah, que por sua vez chamam a polícia, o filme termina com Hannah visitando Oliver, que agora mora com seu pai, e perguntando se ele gostaria de voltar para sua casa de vez em quando, agora que Frank não mora mais com ela. Está implícito que Frank está cumprindo pena de prisão por abusar de Oliver. Seu pedido é recebido com um silêncio pedregoso de Oliver.[carece de fontes?]

## Elenco
- Martin Donovan como Martin Wyatt
- Joely Richardson como Hannah
- Sam Bould como Oliver Wyatt
- Ian Hart como Tom Dixon
- Jason Flemyng como Frank Donnally
- Roger Lloyd-Pack como advogado de Hannah
- David Calder como advogado de Martin
- Edward Hardwicke como juiz